# 神奈川県立足柄高等学校
神奈川県立足柄高等学校（かながわけんりつ あしがらこうとうがっこう）は神奈川県南足柄市に所在する公立の高等学校。

## 設置学科
- 普通科

## 沿革
- 1977年（昭和52年）4月 - 開校

## 部活動

### 文化部
- 演劇
- 美術
- 生物
- 茶道
- 家庭
- 吹奏楽
- 軽音楽
- 放送
- 写真
- イラスト
- 合唱
- 歴史研究
- 英語（同好会）

### 運動部
- 男子バスケットボール
- 女子バスケットボール
- 女子バレーボール
- 男子ソフトテニス
- 女子ソフトテニス
- バドミントン
- 卓球
- 陸上競技
- 剣道
- サッカー
- 硬式野球
- 弓道
- ワンダーフォーゲル
- ダンス

## 交通
- 伊豆箱根鉄道大雄山線 大雄山駅 徒歩22分
- 伊豆箱根鉄道大雄山線 大雄山駅より箱根登山バス5分 足柄高校前下車 徒歩5分
- 小田急線 新松田駅より箱根登山バス15分 足柄高校前下車 徒歩5分